# Mar Galcerán
María del Mar Galcerán Gadea (nacida el 28 de octubre de 1977) es una política española miembro de las Cortes Valencianas desde el 14 de septiembre de 2023. Forma parte del Partido Popular (PP). Galcerán es la primera diputada en España con síndrome de Down.

## Estudios y carrera como funcionaria
María del Mar Galcerán Gadea nació el 28 de octubre de 1977. Se unió a las Nuevas Generaciones del Partido Popular a los 18 años. 
Estudió Formación profesional en la escuela Altaviana de Hostería y Turismo de Valencia. Es Técnica Auxiliar de Hogar y Técnica Auxiliar de Jardín de Infancia. Trabaja como funcionaria pública desde hace 26 años: 13 años como interina en la Conselleria de Presidencia de la Generalitat Valenciana y, desde 2010, con plaza de subalterna en la Conselleria de Bienestar Social, en la Conselleria de Igualdad y Políticas Inclusivas y, actualmente, en la Conselleria de Sanidad y Salud Pública.
Además, presidió durante cuatro años Asindown Comunitat Valenciana, una organización de apoyo a familias con hijas e hijos con síndrome de Down, siendo la primera presidenta de la organización con síndrome de Down.

## Carrera política
En mayo de 2023, Galcerán ocupó el puesto 20 en la lista del Partido Popular para las elecciones autonómicas valencianas de 2023. Le faltaba un escaño para convertirse en miembro de las Cortes Valencianas; sin embargo, debido al nombramiento del diputado Ernesto Fernández Pardo como director general de la Entidad Valenciana de Vivienda y Suelo (EHVA), Galcerán se incorporó como diputada a las Cortes el 14 de septiembre de 2023. Fue la primera persona con síndrome de Down en formar parte de una legislatura regional española  y, según Down España, puede ser la primera persona con síndrome de Down en formar parte de un parlamento regional en Europa. Como miembro de las Cortes, Galcerán espera ayudar a eliminar los prejuicios en la sociedad: "Hay que mirar a la persona, no a la discapacidad". Su nombramiento fue celebrado por Carlos Mazón, presidente de la Generalitat Valenciana, quien lo calificó como "una gran noticia para la política, superando barreras".  
Galcerán es secretaria en el Área de Atención a personas con capacidades diferentes del Partido Popular de la Comunidad Valenciana.